# Thysanophora longispora
Thysanophora longispora är en svampart som beskrevs av W.B. Kendr. 1961. Thysanophora longispora ingår i släktet Thysanophora och familjen Trichocomaceae.   Inga underarter finns listade i Catalogue of Life.